# Dekanat Oszmiana
Dekanat Oszmiana – jeden z 16 dekanatów diecezji grodzieńskiej na Białorusi. W jego skład wchodzi 8 parafii. 

## Lista parafii
| Lp. | Miejscowość / parafia                                             | Proboszcz / administrator | Kościół                                                              | Zdjęcie |
| --- | ----------------------------------------------------------------- | ------------------------- | -------------------------------------------------------------------- | ------- |
| 1   | Boruny Parafia Świętych Apostołów Piotra i Pawła                  |                           | Kościół Świętych Apostołów Piotra i Pawła w Borunach                 |         |
| 2   | Cudzieniszki Parafia św. Jakuba Apostoła                          | ks. Andrzej Burak         | Kościół św. Jakuba Apostoła w Cudzieniszkach                         |         |
| 3   | Graużyszki Parafia Świętych Apostołów Piotra i Pawła              |                           | Kościół Świętych Apostołów Piotra i Pawła w Graużyszkach             |         |
| 4   | Holszany Parafia św. Jana Chrzciciela                             |                           | Kościół św. Jana Chrzciciela w Holszanach                            |         |
| 5   | Murowana Oszmianka Parafia Imienia Najświętszej Maryi Panny       |                           | Kościół Imienia Najświętszej Maryi Panny w Murowanej Oszmiance       |         |
| 6   | Onżadowo Parafia Najświętszego Serca Jezusowego i Aniołów Stróżów |                           | Kościół Najświętszego Serca Jezusowego i Aniołów Stróżów w Onżadowie |         |
| 7   | Oszmiana Parafia św. Michała Archanioła                           |                           | Kościół św. Michała Archanioła w Oszmianie                           |         |
|     | Horodniki                                                         |                           | Kaplica Najświętszej Maryi Panny w Horodnikach                       |         |
|     | Polany                                                            |                           | Kaplica św. Anny w Polanach                                          |         |
| 8   | Żuprany Parafia Świętych Apostołów Piotra i Pawła                 |                           | Kościół Świętych Apostołów Piotra i Pawła w Żupranach                |         |